# مسلمون أمريكيون لاتينيون وهسبان
المسلمون الهسبان واللاتينيون في أمريكا اللاتينية، مجموعة إثنية تنحدر من أصول شبه الجزيرة الأيبيرية وأمريكا اللاتينية. ويمثل مسيحيو الهسبان والأمريكيون اللاتينيون أكبر طائفة دينية في دُول أمريكا اللاتينية، بينما يُمثل المسلمون منهم أقليّة باعتبار أن العرب نشروا الإسلام في عدد قليل من بلدان أمريكا اللاتينية، كالمكسيك والسلفادور وغواتيمالا وكولومبيا .

## أسباب التحول إلى الإسلام
يعتنق الأمريكيون اللاتينيون والهسبان كغيرهم من المقبلين على اعتناق الإسلام كدين جديد، لإيمانهم بسماحة الإسلام ولأنهم يجدون فيه إرواءً لعطشِ أرواحهم التي تتوق إلى الراحة والسلام ولأنهم يجدون في الإسلام ما لا يجدونه في أي دين آخر من حرية واحترام لجميع الأنبياء في كل الديانات. أما بالنسبة للمسلمين، فمنهم من اختار أن يكون مسلما لأنه ورثه بالولادة وبالتلقي والتلقين والتقليد، أو لأنه اختاره بالاقتناع والإدراك والتدبر في ما جاء به.
ويؤمن الأمريكيون اللاتينيون المتحولون إلى الإسلام بوجود أوجه تشابه مابين القيم الإسلامية والقيم التقليدية للثقافة اللاتينية، وتظهر على سبيل المثال في التكافل الاجتماعي، والاهتمام بالأسرة والتعليم وأهمية الدين.

### لاهوت التحرير
اللاهوت التحرري في مفهومه هو عقيدة إنسانية بحتة ظهرت خلال الخمسينات المضطربة في أمريكا الجنوبية، وكان يتم الوعظ به بين الفقراء سعيا نحو تحريرهم مما طالهم من قهر وعبودية في ظل السلطوية التي مورست عليهم من الكنيسة أو الحركات الماركسية.

### الإسلام في السجون
بالرغم من عدم وجود أعداد دقيقة للأمريكيين اللاتينيين والهسبان المتحولين إلى الإسلام، غير أن العديد من الباحثين والقساوسة يذكرون أن الإسلام هو الدين الأسرع نمواً بين المساجين في الولايات المتحدة.وحسب الإحصائيات فإن 15٪ من مساجين الولايات المتحدة يعتنقون الدين الإسلامي، حيث ينحدر أغلبهم من الأصول الأفريقية ثم يأتي بعدهم المسلمون الأمريكيون اللاتينيون.
يقول رامي نسور المدير المؤسس لمؤسسة طيبة، التي تقدم برنامجاً للتعليم الإسلامي عن بعد للسجناء في الولايات المتحدة، إنه منذ حوالي 15 عامًا، من ضمن أكثر من 13000 فرد خدمتهم مؤسستهم تحول نحو 90 بالمئة منهم إلى الإسلام.